# Giovanni Maria Sabino
Giovanni Maria Sabino   (Turi, 30 de juny de 1588 - Nàpols, abril 1649) ser un italià compositor, organista i mestre.
Sabino va néixer a Turi, en una família de músics i compositors. Era germà de Antonio Sabino i oncle de Francesco Sabino. Als 14 anys va anar a Nàpols a estudiar música amb Pròspero Testa. Del 1610 al 1613 tornà a Turi, prenent les ordres sagrades. El 1622 va ser nomenat professor al Conservatorio della Pietà dei Turchini, càrrec que va ocupar fins al 1626. El 1627 va esdevenir maestro de capella a Castel Nuovo, i entre 1630 i 1634 va ser organista a l'Oratori. di San Filippo, aleshores maestro di cappella a la Santa Casa dell'Annunziata. Va morir a Nàpols.
Sabino va ser el primer compositor napolità a emprar violins en motets. Va ser professor de Gregorio Strozzi, i precursor de Giovanni Salvatore i Francesco Provenzale. També va ser l'únic compositor italià del sud que va aparèixer al costat de Monteverdi, amb 4 motets a la publicació de Simonetti Ghirlanda Sacra (Venècia 1625). Sabino també va promoure Monteverdi a Nàpols, inclòs el Confitebor de Monteverdi amb la seva pròpia impressió de salms el 1627.

## Obres
- Salms per Complement a 4 veus
- El primer llibre de motets per a 2 veus
- El segon llibre de motets per a 2-4 veus
- Salms de Vespres a 4 veus
- 4 motets per a veu i baix continu
- Salms per a 5 veus
- 3 motets per a 3-4 veus
- Motet amb simfonia a 3 veus, 2 violins i continu
- Motet per a 2-3 elements continus
- Galiardo per a 4 violes
- 1 cantata per a veu i continu
- Dixit Dominus per a 5 veus
- Altres motets

## Enregistraments
- 6 motets solistes a Lo Monteverde Voltato a lo Napolitano. Musici delle Cappelle di Napoli al tempo di Monteverdi (també inclou peces del germà i el nebot de Sabino) Cappella della Pietà de' Turchini dir. Florio. Simfonia 93S19